# Clonard
Clonard är en ort i republiken Irland.   Den ligger i grevskapet An Mhí och provinsen Leinster, i den centrala delen av landet, 50 km väster om huvudstaden Dublin. Clonard ligger 69 meter över havet och antalet invånare är 339.
Terrängen runt Clonard är mycket platt. Runt Clonard är det ganska glesbefolkat, med 42 invånare per kvadratkilometer. Närmaste större samhälle är Kinnegad, 5,1 km väster om Clonard. Trakten runt Clonard består i huvudsak av gräsmarker.